# 第19回寬仁親王牌・世界選手権記念トーナメント
第19回寬仁親王牌・世界選手権記念トーナメント（だい19かい ともひとしんのうはい・せかいせんしゅけんきねんとーなめんと）は、2010年7月1日から4日まで、前橋競輪場で開催された、寬仁親王牌・世界選手権記念トーナメントである。

## 決勝戦
残りあと2周半過ぎの地点で脇本雄太が誘導員を抑え、村上義弘－市田佳寿浩を引き連れて先行体勢に入ったところ、一本棒の状態となった。最終バックストレッチ付近で村上が番手捲りを放ち先頭。後続の反撃体勢が整わないまま直線へと入り、ゴール直前、マークの市田が村上を差し、初のGIタイトルを獲得。2着村上、3着に武田豊樹が入った。

### 成績
7月4日（日）
| 着順 | 車番 | 選手       | 登録地 | 着差     | 決まり手 | 上がり(秒) | H/B |
| ---- | ---- | ---------- | ------ | -------- | -------- | ---------- | --- |
| 1    | 9    | 市田佳寿浩 | 福井   |          | 差し     | 9.6        |     |
| 2    | 1    | 村上義弘   | 京都   | 1/4 車輪 | 捲り     | 9.7        | B   |
| 3    | 3    | 武田豊樹   | 茨城   | 1/2 車輪 |          | 9.2        |     |
| 4    | 7    | 渡邉一成   | 福島   | 1/2 車身 |          | 9.5        |     |
| 5    | 2    | 山崎芳仁   | 福島   | 1 車身   |          | 9.5        |     |
| 6    | 4    | 山口富生   | 岐阜   | 3/4 車身 |          | 9.3        |     |
| 7    | 5    | 伏見俊昭   | 福島   | 3/4 車身 |          | 9.4        |     |
| 8    | 8    | 新田祐大   | 福島   | 2車身    |          | 9.7        |     |
| 9    | 6    | 脇本雄太   | 福井   | 8車身    |          | 10.9       | H   |

### 配当金額
| 枠番二連勝複式 | 1=6   | 300円  |
| 枠番二連勝単式 | 6-1   | 700円  |
| 車番二連勝複式 | 1=9   | 320円  |
| 車番二連勝単式 | 9-1   | 710円  |
| 三連勝複式     | 1=3=9 | 770円  |
| 三連勝単式     | 9-1-3 | 2500円 |
| ワイド         | 1=9   | 230円  |
| ワイド         | 3=9   | 360円  |
| ワイド         | 1=3   | 420円  |

## 特記事項
- 決勝戦の地上波中継はテレビ東京《TXN系列 全6局ネット》。また一部放送局[1]では、CS放送の同時ネットを行った。

- 四日間の総売上は106億4670万7400円で、目標の120億円を大幅に下回った。